# Raoul du Fou
Raoul du Fou est un ecclésiastique du XVe siècle qui fut successivement évêque de Périgueux (1468-1470), d'Angoulême (1470-1479) et d'Évreux (1479-1511).

## Biographie
Il est le fils de Jehan du Fou, issu en juveigneurie des vicomtes du Faou, en Cornouaille, écuyer, seigneur de Kerjestin en Ergué-Gabéric et du Rustéphan en Nizon, décédé en 1460 avant la Madeleine et avait pour frères Jean du Fou, chambellan et échanson de Louis XI, et Yvon du Fou, gouverneur d'Angoulême et tuteur de Charles d'Orléans.
Il était le 35e abbé de Saint-Thierry du Mont d'Hor avant de devenir le 8 juin 1468 évêque de Périgueux et abbé commendataire de l'abbaye Saint-Junien de Nouaillé, près de Poitiers. Il est nommé évêque d'Angoulême le 6 juillet 1470. Il fut chargé avec Raymond du Treuil et Bertrand IV de Roffignac de l'enquête sur la vie de Pierre Berland avant d'être transféré à Évreux le 13 novembre 1479, où il fait rebâtir le palais épiscopal qui tombait en ruines en 1481. Il siégeait au parlement de Paris en juillet 1493, associé au gouvernement de la Normandie avec Georges d'Amboise.
Il était aussi abbé de Valence, de Noyer, de Saint-Taurin d'Évreux et de Saint-Maur près de Paris. Il mourut le 2 février 1511,.
Il possédait aussi une importante bibliothèque de manuscrits, dont le plus connu est le « Missel de Raoul du Fou » conservé à la Bibliothèque municipale d'Évreux.

## Armoiries
Raoul du Fou portait d’azur à une fleur de lys d’argent, chargée de deux faucons ou éperviers qui portent un pied sur la partie de la fleur de lys recourbée et élèvent l’autre sur le haut de la fleur de lys, avec la devise CHARITAS NUNQUAM EXCIDIT, et était chevalier de l’ordre royal de Saint-Michel.